# M1903 Springfield
M1903 Springfield är ett repetergevär i kalibern .30-06 Springfield som var i amerikansk tjänst under första halvan av 1900-talet. Under det spansk-amerikanska kriget 1898 fann de amerikanska styrkorna att deras egna Kragrepetergevär och enskottsladdade Springfieldgevär var underlägsna de spanska Mausergevären vilket ledde till krav på ett nytt gevär. Det gevär man tog fram hade en repetermekanism som var så lik Mauserns att USA tvingades betala licenspengar till Mauser (betalningarna avbröts i och med USA:s inträde i första världskriget).
Vapnet ersattes huvudsakligen under andra världskriget av automatgeväret M1 Garand men fortsatte i tjänst som prickskyttegevär fram till Vietnamkrigets dagar.

## Bilder

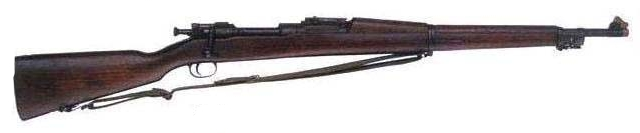
M1903 med 'scant'-stock.
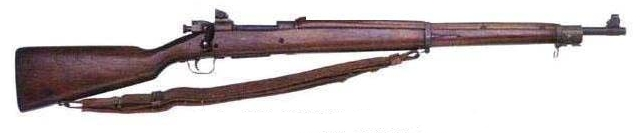
M1903A3.
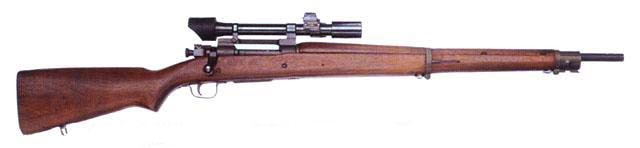
M1903A4 med ett M84-sikte.